# Dornier Do H Falke
Le Dornier Do H Falke (faucon) est un avion militaire de chasse allemand de l'entre-deux-guerres construit à seulement cinq exemplaires. L'un d'eux fut construit sous licence aux États-Unis en tant que Wright WP-1.

## Historique

### Développement
C'est au début de l'année 1922 que l'avionneur allemand Dornier décida de concevoir un avion de chasse monomoteur destiné à l'exportation. En effet en vertu du traité de Versailles signé trois ans plus tôt l'industrie aéronautique allemande n'avait plus le droit de concevoir d'avion militaire pour ses propres besoins. Claudius Dornier se rapprocha du motoriste français Hispano-Suiza afin que celui-ci lui fournisse un propulseur idoine, l'Hispano-Suiza V8. De même il se tourna vers une autre entreprise française, la société Lamblin, qui devait lui fournir des radiateurs.
Finalement l'assemblage du prototype fut assez rapide puisque son premier vol eut lieu le 1er novembre 1922.
Il reçut la désignation de Dornier Do H Falke.
L'année suivante c'est en Italie à Marina di Pisa que Dornier fit évoluer son Do H sous la forme d'un hydravion à flotteurs désigné See-Falke (faucon des mers) et propulsé par un moteur Bayerische Motoren Werke IVa (en) de 350 chevaux. Outre le prototype un second exemplaire fut produit à la demande du Japon et vendu à l'avionneur Kawasaki.

### Wright WP-1
En 1923 l'avionneur américain Wright Aeronautical Company importa un Do H Falke démonté et convoyé par cargo. Le constructeur comptait proposer le monomoteur à l'US Navy qui recherchait alors un nouvel avion de chasse. Il fut officiellement présenté à l'aéronavale américaine sous la désignation de Wright WP-1. Il se retrouva opposé en compétition au Naval Aircraft Factory TS qui fut sélectionné.
Le Wright WP-1 termina sa carrière comme avion de servitude pour le compte du constructeur, puis après 1929 et la mutation de celui en Curtiss-Wright Corporation il fut employé pour divers essais moteur au sol. Le Wright WP-1 fut finalement envoyé à la ferraille en 1931.

## Aspects techniques

### Description
Le Dornier Do H Falke se présente sous la forme d'un avion monomoteur monoplan de type parasol de construction mixte bois et métal. Destiné aux missions de chasse il possède en guise d'armement deux mitrailleuses synchronisées de calibre 7,92 mm tirant vers l'avant. Par ailleurs l'avion possède un train d'atterrissage classique fixe. Le pilote prend place dans un cockpit à ciel ouvert situé à l'arrière de la voilure. 

### Versions
- Dornier Do H Falke : Désignation générale de la famille d'avions, construite au total à cinq exemplaires.
  - Dornier Do H See Falke : Désignation d'une sous-version à flotteurs, construite à deux exemplaires.
- Wright WP-1 : Désignation d'une version destinée à l'aéronavale américaine et construite localement sous licence à un seul exemplaire.

## Sources & références

### Sources bibliographiques
- Pierre Gaillard, Les avions Dornier, Clichy, Guides Larivière, coll. « Minidocavia » (no 23), 2008, 111 p. (ISBN 978-2-84890-129-9).
- Alain Pelletier, Les chasseurs navals américains, 1ère partie, Clichy, Guides Larivière, coll. « Minidocavia » (no 6), 1998, 50 p., 2 vol. (51, 47 p.) (ISBN 978-2-907051-12-5).
- Alain Pelletier, Les chasseurs navals américains, 2ème partie, Clichy, Guides Larivière, coll. « Minidocavia » (no 7), 1998, 51 p. (ISBN 978-2-907051-13-2).
- Bill Gunston et Claude Dovaz (adapt. française) (trad. de l'anglais), L'aviation de combat, Paris, Gründ, coll. « G ⁺ », 1985, 79 p. (ISBN 2-7000-6409-7, EAN 978-2-700-06409-4)